# Franz Wohlfahrt (compositeur)
Pour les articles homonymes, voir Franz Wohlfahrt.
Franz Wohlfahrt est un professeur de violon et compositeur allemand, né à Frauenprießnitz le 7 mars 1833 et mort à Leipzig le 14 février 1884. 

## Biographie
Il est le fils d'un professeur de piano.

## Œuvres
Il est principalement connu pour ses 60 études pour violon ou alto, Op. 45 en 2 volumes, étudiées tôt dans l'apprentissage de ces instruments.